# الشموع السوداء (فلم)
الشموع السوداء فيلم درامي مصري من إنتاج عام 1962، قصة وسيناريو وحوار وإخراج عز الدين ذو الفقار، الفيلم من بطولة صالح سليم، نجاة الصغيرة، أمينة رزق، فؤاد المهندس.
قصة الفيلم مأخوذة عن القصة التركية تحت ظلال الليلك.

## قصة الفيلم
تدور أحداث الفيلم حول الشاب «أحمد» (صالح سليم)الشاعر الشاب الذي أصيب بالعمى في حادث أثناء ركوبه على حصانه وذلك عندما شاهد خيانه حبيبته له، ومن هنا جاءت حدة طباع وقسوة سلوكه مع النساء، وبعد ذلك قرر العيش مع والدته (أمينة رزق) وصديقه «عبد المعطي» (فؤاد المهندس) في الريف، وقلبه ممتلئ بالحقد والكراهية لكل النساء، ولكنه يقابل بالصدفة فتاة رقيقة تدعى «إيمان» (نجاة الصغيرة)، وقد وافق بصعوبة على عملها كممرضة خاصة له وبعد أن تنشب بينهما العديد من الخلافات ينقلب الحال ليتعلق قلب أحمد بايمان. كان لأحمد أخ يدعى فتحي صلاح سرحان شخص طائش أنفق كل ثروته ويتطلع للاستحواذ على ثروة أخيه، تزوج سراً من حكمت (ملك الجمل) إحدى العاملات في القصر وأنجب منها طفلاً ووعدها بالزواج، لكن بوصول إيمان للقصر تتبدل الأمور ويحاول فتحي أن ينصب فخاخه حولها فيفشل، ثم بعد ذلك تنشأ علاقة حب بين أحمد وإيمان، وتقوم حكمت بقتل فتحي لأنه أخلف وعده لها بالزواج، وتتهم إيمان بالجريمة لكن أحمد كان متأكدًا من براءتها، فيعقد العزم على كشف القاتل، وبالرغم من عدم قدرته على الإبصار استطاع أن يتعقب آثاره، لكنه يتعرض لحادث أثناء مطاردته للقاتل ويقع من فوق السلم ويصطدم رأسه بالأرض، مما أعاد إليه بصره بعد غيبوبة طويلة، ويقرر أن يكتم هذا الخبر حتى لا يحتاط القاتل وبعد بحث يدرك أن حكمت هي زوجة أخيه وأم لابنه، وأنها قتلته ويقوم أحمد بمواجهتها بالوقائع التي تربطها بالجريمة فتحاول حكمت قتله، وتضرب أحمد معتقده أنه ما زال ضريرًا إلا أنه يمسك يدها وينتهي الأمر بها إلى السجن، وتنتهي أحداث الفيلم بزواج أحمد من إيمان.

## طاقم العمل
| - نجاة الصغيرة:إيمان عبد الرازق - صالح سليم:أحمد عاصم - أمينة رزق:عائشة - أم أحمد عاصم" - فؤاد المهندس:عبد المعطي - صلاح سرحان:فتحى عاصم | - ملك الجمل:حكمت نعمان - ثريا فخري:دادة حليمة - بدر نوفل:منصور - حسين إسماعيل:ناظر محطة ابو حمص - نوال أبو الفتوح:فاطمة منصور | - محمد شوقي:نظير - سائق الكاريته - قدرية قدري:زوجة والد ايمان - أحمد لوكسر:ممثل النيابه - عبد العظيم كامل:الدكتور عبد الباقى - طبيب العيون |

## فريق العمل
| - أنطوان بوليزويس: مهندس المناظر - نجيب خوري: إكسسوار - مصطفى خوري: مساعد إكسسوار - عثمان حسين: مساعد الديكور - ستوديو مصر: المناظر الداخلية - ضياء الدين بيبرس: سيناريو وحوار - عز الدين ذو الفقار: سيناريو | - مرسي جميل عزيز: كلمات الأغاني - إسماعيل الحبروك: كلمات الأغاني - عز الدين ذو الفقار: منتج - أفلام عز الدين ذو الفقار: الشركة المنتجة - ستوديو مصر: إعداد الفيلم - محمد حجاج: مدير الإنتاج | - عز الدين ذو الفقار: مخرج - صالح فوزي: مخرج مساعد - محمد عبدالجواد: مخرج مساعد - وحيد فريد: مدير التصوير - علي خير الله: مصور - مصطفى السيد: مشرف الإضاءة | - حسين أحمد: مونتير - كمال فهمي: نيجاتيف - حسن الجنايني: مركب الفيلم - محمد عبدالوهاب: تلحين قصيدة "لا تكذبي" - بليغ حمدي: الألحان - علي إسماعيل: موسيقى تصويرية | - عبدالوهاب قطب: مساعد ماكيير - مصطفى إبراهيم: ماكيير - نصري عبدالنور: مهندس الصوت - صبحي الجمل: مسجل الصوت - ستوديو مصر: الطبع والتحميض - محمد عبدالمنعم: ريجيسير |

## أغاني الفيلم
- كل شيء راح

إسماعيل الحبروك-بليغ حمدي.
- لا تكذبي

كامل الشناوي-محمد عبد الوهاب.
- إيه هو ده

## روابط خارجية
- الشموع السوداء على موقع IMDb (الإنجليزية)
- الشموع السوداء على موقع الدهليز
- الشموع السوداء على موقع قاعدة بيانات الأفلام العربية
- الشموع السوداء على موقع كينوبويسك (الروسية)